# Michel Ugon
Michel Ugon, né le 18 décembre 1940 à Paris et mort le 28 décembre 2021 à La Seyne-sur-Mer, est un ingénieur français. En avril 1978, il dépose le brevet de la carte à puce avec processeur. Il développe la première carte de paiement chiffrée, à l'origine de la carte bancaire.  Il est reconnu mondialement comme l'un des pères de la monétique et expert en cryptologie.

## Parcours professionnel
Michel Ugon est sorti major de la promotion 1964 de l’École supérieure d'électronique de l'Ouest (ESEO), école d'ingénieurs de l'université catholique d'Angers. Il a passé simultanément une licence de Physique à la faculté des sciences de Rennes.
Michel Ugon commence sa carrière professionnelle chez Sexta comme chef du laboratoire, puis fait un passage chez Jules Richard (instrumentation scientifique) comme chef du laboratoire d'électronique. Il entre en 1971 à la CII (Compagnie internationale pour l'informatique) à la Division des périphériques magnétiques, qui produit des disques amovibles. Il y participe ensuite au développement de l'ordinateur X2-Unidata 7740. À la suite de l'absorption de CII par Honeywell-Bull, formant CII-HB, fin 1976 Michel Ugon est affecté au projet carte à puce. Il dirige la R et D de Bull-CP8 et accède en 1979 au poste de Directeur général adjoint.
Sur le plan européen:  Michel Ugon est nommé Président d'Eurosmart et devient également Président du Groupe de Sécurité de cette Association européenne des industriels de la Smart Card. Il est réélu Président d'Eurosmart l'année suivante. En sa qualité d'expert en sécurité des cartes bancaires, Il est membre actif de la Commission de normalisation ISO 7816, laquelle décrit les caractéristiques physiques : dimensions et position des contacts, protocoles de communication et format des données échangées...)

## L'inventeur de la carte processeur

### La carte mémoire
L'invention de la carte mémoire est marquée principalement  par les brevets du Japonais Arimura en 1967, des Américains Ellingboe en octobre 1970, et Halpern en août 1972. 
La France prend la tête de la recherche et du développement avec les centres de recherche  d'une entreprise franco-américaine, Honeywell-Bull, et d'un service public, la Direction générale des Télécommunications, devenue ensuite France Télécom.
Un électronicien autodidacte, Roland Moreno, dépose le 25 mars 1974 le brevet d'une carte comportant une mémoire programmable et devient ainsi l'inventeur de la carte mémoire.    
D'autres brevets seront ajoutés en 1975 par Honeywell-Bull, et en 1977 par Dethloff, enrichissant ainsi le concept pour une meilleure sécurisation, appliqués entre autres aux cartes de paiement et carte vitale.  
La carte mémoire effectue des soustractions arithmétiques : un décomptage d'unités. Ce procédé élémentaire est réservé principalement aux cartes téléphoniques et cartes de stationnement.

### Le passage de la carte mémoire à la carte processeur
En 1976, la compagnie CII-HB crée une division « Recherche », dont la direction est confiée à Jean Pierre Satre, ingénieur des mines, lequel appelle Michel Ugon, ingénieur ESEO, pour diriger le laboratoire implanté à Louveciennes, avec pour mission de sécuriser les systèmes d'information. L'équipe rassemblée par Michel Ugon, après ses propres investigations
 et soucieuse de la sécurité, s'éloigne progressivement de la carte à simple mémoire qui s'est révélée vulnérable à la fraude de maintes manières. Cette équipe rassemblant des compétences pluridisciplinaires en microélectronique, cryptologie, physique-chimie, logiciel, architecture système, packaging, parviendra à résoudre le problème de l'intégration dans une carte plastique, de la plus petite taille possible, d'un ordinateur miniature, c'est-à-dire le microprocesseur.
Michel Ugon  déposera une trentaine de brevets. Les plus importants étant en:
- août 1977, le brevet d'une carte comportant un chip microprocesseur et un chip mémoire[6].
- avril 1978, le brevet SPOM, abréviatif de Self Programmable One Chip Microprocessor (microprocesseur autoprogrammable monolithique), lequel couvre toutes les cartes  à une seule puce de type microprocesseur : cartes bancaires, cartes vitales,  télévision à péage, cartes SIM  des téléphones mobiles[7],[8]
- juillet 1980, le brevet Carte à microprocesseur (qui fait référence au brevet français de 1977 ci-dessus)[9]

Il sera également  le premier à réaliser une carte avec microprocesseur :
- avril 1979, sortie d'une carte comportant deux puces : un microprocesseur et une mémoire volatile, fruit d'une coopération avec la société MOTOROLA, appelée CP8. Mais cette carte bi-puces  présente des faiblesses sécuritaires évidentes, car un attaquant peut déchiffrer le contenu des informations qui transitent entre la mémoire et le microprocesseur.  C'est une étape intermédiaire.
- mars 1981, sortie de la carte mono chip, mise en application du brevet SPOM (une seule puce).

La carte avec processeur, qui introduit un dispositif  de sécurité de l'information dans le portefeuille, constitue à ce jour la mise en œuvre cryptographique la plus étendue du monde. 
Sans le microprocesseur intégré sur la "smart card", brevet Michel Ugon, les cartes à puce avec le seul chip mémoire, n'auraient pu investir le domaine bancaire, qui nécessitent un haut niveau de sécurité et de confidentialité. Toutes les cartes bancaires produites en France sont fabriquées sous licence Bull-CP8.
L'expert Michel Ugon se plaça à contre-courant des modes pour rappeler que la sécurité ne souffrait ni l'inexpérience ni l'excès de confiance. Dès 1990 la technologie disponible (640 bits) aurait permis d'améliorer la sécurité en changeant seulement le protocole d'authentification.  
Malgré cette alerte de 1997 en direction des banques, l'affaire Humpich, éclate en 1999, après la démonstration de la possibilité de casser l'algorithme pour fabriquer des simulacres de cartes bancaires.  Pour l'expert Michel Ugon, ce n'est pas une révélation, car il sait depuis 1983 la vulnérabilité de la carte. Le problème se pose en termes de coût. Le niveau de sécurité est conforme à ce qu'on peut attendre d'un dispositif qui résisterait à la mafia et aux concepteurs.
Michel Ugon est nommé Président d'Eurosmart et devient également en mars 1997 Président du Groupe Sécurité de cette Association européenne des industriels de la Smart Card. Il a été réélu un an plus tard Président d'Eurosmart.
Honeywell-Bull avait signé une licence d'exploitation des brevets de Roland Moreno déposés en 1974 et 1975. Le problème initial portait sur l'insertion d'un composant  électronique actif fragile dans une carte en matière plastique souple. Le projet a d'abord été confié à une équipe de recherche située à Saint-Ouen, car cette équipe était spécialisée dans les techniques de montage de composants électroniques (puces) sur film mince.    
À la suite de la fusion de Honeywell-Bull et CII, Michel Ugon ingénieur travaillant sur les grands systèmes, est nommé responsable recherche du programme CP8. 

## Récompenses et distinctions
- 1986 : Médaille du mérite national
- 1991 : The Smart Hall of Fame
- 1998 : Smithonian Institute Washington

## Publications
- 30 novembre 1981 : Revue "Mini Micros" no 153: Un microcalculateur autoprogrammable au cœur de la carte CP8
- 1992 : Revue Contempory Criptology : co-auteur avec G.J Simmons de The Science of Information Intégrity, rédaction du chapitre 12 conjointement avec Louis Guillou et Jean-Jacques Quisquater
- 1994 : L'Odyssée de la carte à puce
- Octobre 1994 : Revue Applications cartes et systèmes : Naissance du microprocesseur auto programmable monolithique, le plus petit microordinateur du monde

## L'expert en gnomonique
En dehors de ses activités industrielles, Michel Ugon est membre de la Commission des cadrans solaires de la Société astronomique de France.